# Tico-Tico (football)
Manuel José Luís Bucuane dit Tico-Tico est un footballeur mozambicain né le 16 août 1973 à Maputo (Mozambique).